# ۲۴۴۸۴ چستر
سیارک ۲۴۴۸۴ (به انگلیسی: 24484 Chester، نامگذاری:2000YV49) بیست و چهار هزار و چهارصد و هشتاد و چهارمین سیارک کشف شده‌است که در ۳۰ دسامبر ۲۰۰۰ کشف شد.
قدر مطلق سیارک برابر ۶.۲ است.